# Gmina Titel
Gmina Titel (serb. Opština Titel / Општина Тител) – gmina w Serbii, w Wojwodinie, w okręgu południowobackim. W 2018 roku liczyła 15 031 mieszkańca.